# Ronnie McKinnon
Ronnie McKinnon (Glasgow, Escocia; 20 de agosto de 1940-17 de septiembre de 2023) fue un futbolista británico que jugó en la posición de defensa central. Era hermano gemelo del también futbolista Donnie McKinnon.

## Carrera

### Club
| Periodo   | Club             |
| --------- | ---------------- |
| 1960-1972 | Rangers FC       |
| 1973      | Durban United FC |

### Selección nacional
Jugó para Escocia en 28 ocasiones de 1965 a 1971, anotando un gol en la victoria por 3-2 ante Gales en 1967.

## Logros

### Club
- Scottish League First Division (2): 1962–63, 1963–64
- Scottish Cup (4): 1961–62, 1962–63, 1963–64, 1965–66
- Scottish League Cup (3): 1963–64, 1964–65, 1970–71

### Selección nacional
- British Home Championship: 1966–67

### Individual
- Miembro del Salón de la Fama del Rangers FC.